# Juan Caminiata

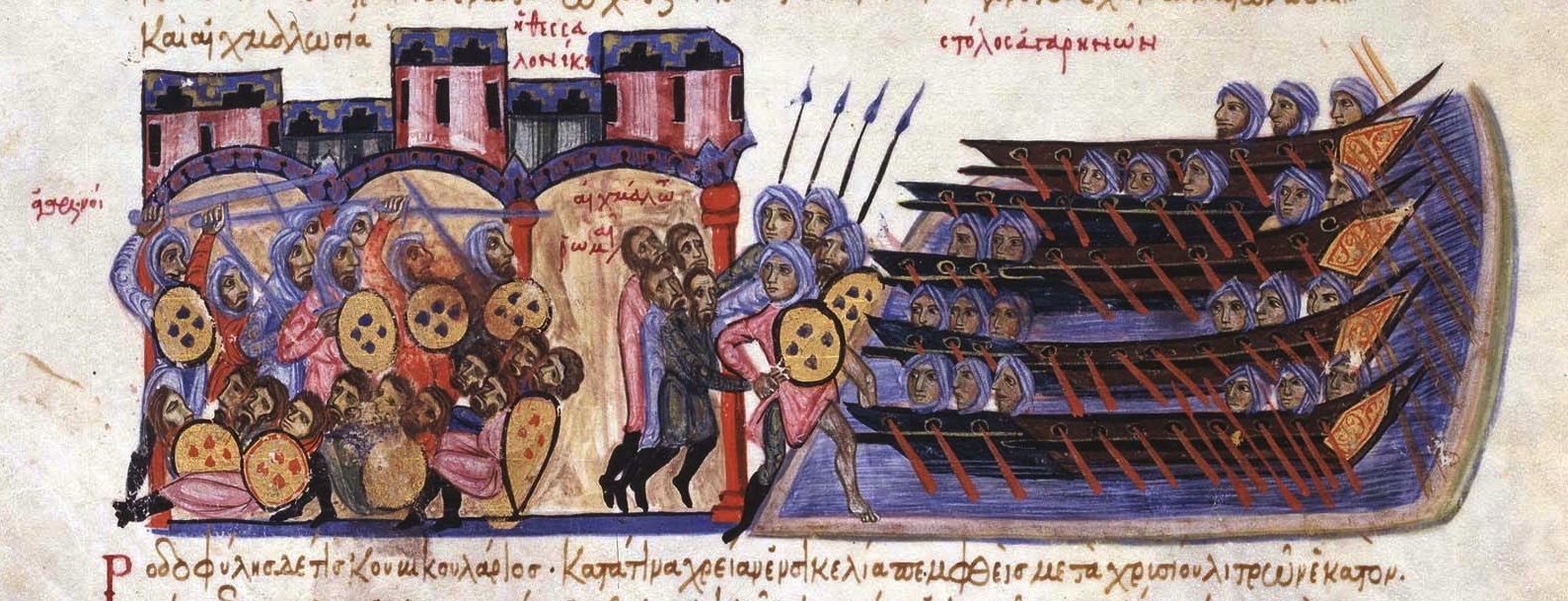
El saqueo de Tesalónica en 904, en el Madrid Skylitzes.

Juan Caminiata (en griego: Ιωάννης Καμινιάτης, fl. s. X) fue un griego que vivía en Tesalónica cuando la ciudad, una de las mayores del Imperio bizantino, fue asediada y saqueada por el ejército sarraceno de León de Trípoli en 904. Su relato de la toma de la ciudad, Sobre la toma de Tesalónica (Εις την άλωσιν της Θεσσαλονίκης, Eis tēn alōsin tēs Thessalonikēs) se conserva en cuatro manuscritos; sin embargo, como ninguno fue escrito antes del siglo XIV, hay dudas sobre su autenticidad.